# Саламандра червоноспинна
Саламандра червоноспинна (Plethodon cinereus) — вид земноводних з роду Лісова саламандра родини Безлегеневі саламандри. Інша назва «попеляста саламандра».

## Опис
Загальна довжина досягає 5,7—10 см. Голова коротка. Очі опуклі. Тулуб стрункий. Хвіст тонкий. Забарвлена у сірі тони усіх відтінків з червоною смугою вздовж спини.

## Спосіб життя
Полюбляє ліси, парки, сади. Удень ховається в опалому листі, під деревами, в пнях, може рити норки у вологій м'якій землі. Відома своєю прихильністю до одних і тих же схованок. Одну й ту ж саламандру багато років поспіль знаходили під одним каменем або деревом, що впало, звідки вона йшла вночі і незмінно поверталася на день. Живиться дрібними безхребетними.
Статева зрілість настає у 2 роки. Парування, при якому самець передає в клоаку самиці сперматофори, відбувається у жовтні-грудні. У червні-липні наступного року самиця відкладає грудку з 8—17 яєць під каміння або в ямки вологого ґрунту під лісовою підстилкою. Вона оберігає кладку до появи личинок, що відбувається у серпні. Личинки спочатку мають 1,9 см завдовжки, короткі зовнішні зябра, які зникають через декілька днів, розвиток триває на суші ще 2—3 місяці.

## Розповсюдження
Поширена у штатах США: Міннесота, Вісконсин, Іллінойс, Індіана, Мічиган, Огайо, Північна Кароліна, Вірджинія, Західна Вірджинія, Меріленд, Делавер, Пенсільванія, Нью-Джерсі, Нью-Йорк, Нова Англія, провінціях Канади: Онтаріо, Квебек, Нью-Брансвік, Нова Шотландія.